# تزوير العملات المعدنية

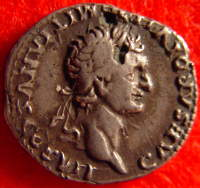
عملة مزيفة مطلية للإمبراطور الروماني دوميتيان (81-96 م). باستخدام قلب نحاسي مغطى بطبقة فضية، يكون للعملة المعدنية قيمة جوهرية أقل بكثير، بينما تظل القيمة الاسمية كما هي.

من الشائع تزييف العملات المعدنية القديمة؛ كما يتم تزوير العملات المعدنية الحديثة عالية القيمة وتداولها. تُصنع العملات المعدنية العتيقة المزيفة بشكل عام على مستوى عالٍ جدًا حتى تتمكن من خداع الخبراء. هذا ليس بالأمر السهل ولا تزال العديد من العملات المعدنية بارزة.

## تاريخ
تم تزوير العملات ذات القيمة الأعلى المتداولة والمصممة للتداول العام بالقيمة الاسمية من قبل المجرمين منذ آلاف السنين.

## العملات المتداولة

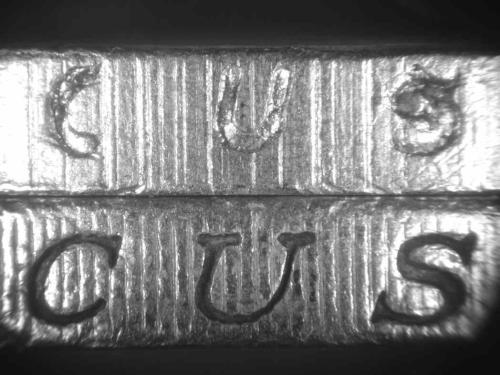
الطحن والحروف المعيبة على عملة مزيفة (أعلى)

بالنسبة للعملات المعدنية الحديثة المتداولة بشكل عام، فإن الطريقة الأكثر شيوعًا للحماية من التزوير هي استخدام العملات المعدنية ثنائية المعدنالمصنوعة من معدنين مختلفين اللون، والتي يصعب تزويرها بتكلفة منخفضة. الطريقة الأكثر شيوعًا لتزوير هذه العملات هي تغيير المنطقة التي يجب أن تكون بلون مختلف عن طريق طلاءها؛ ومع ذلك، غالبًا ما يكون من السهل خدش الطلاء وسرعان ما تبدو العملات المعدنية خامًا جدًا بمجرد ارتدائها. يتم صب عدد متزايد من العملات المعدنية من نفس سبيكة التكوين مثل العملة الحقيقية، ولكن لديها نسخ ضعيف للتفاصيل مثل الطحن على جانب العملة المعدنية والحروف المختومة.
عندما تم إدخال اليورو إلى أوروبا، كان هناك في البداية عدد قليل جدًا من المنتجات المزيفة؛ ومع ذلك، زاد العدد بشكل كبير مع مرور الوقت.أدى العدد المرتفع والمتزايد لعملات اليورو المزيفة المتداولة في عام 2004 إلى إنشاء مركز تقني وعلمي لتنسيق الإجراءات الفنية لحماية عملات اليورو المعدنية من التزييف. بين عامي 2002 و 2006، تمت إزالة ما يقرب من 400000 عملة يورو مزيفة من التداول؛ ومع ذلك، «العدد الإجمالي صغير جدًا وفقًا للمعايير التاريخية وبالمقارنة مع 69 مليار عملات يورو (أصلية) متداولة.» 
في عام 2014، قدر أن 3.04 ٪ من جميع العملات المعدنية المتداولة بقيمة 1 جنيه إسترليني في المملكة المتحدة مزيفة. تم استبدال هذه العملات المعدنية في 15 أكتوبر 2017 بعملات معدنية ثنائية المعدن جديدة يصعب تزويرها.

## العملات المزيفة القابلة للتحصيل

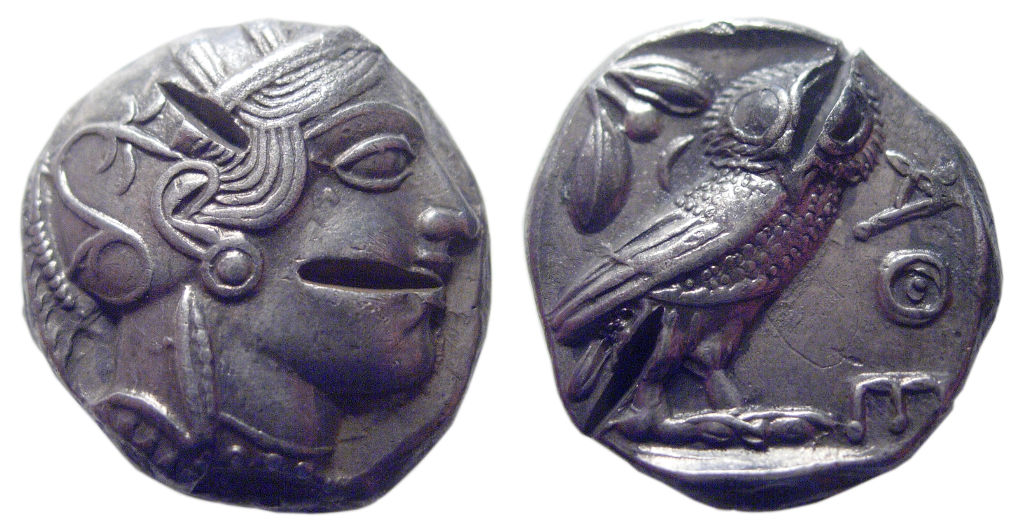
تيترادراخم من أثينا القديمة ، مؤرخة بحوالي 449-413 قبل الميلاد. يحتوي على "قطع اختبار" متعددة تم إجراؤها بشكل شائع بواسطة العقول المشبوهة في العصور القديمة لاكتشاف عمليات التزوير من خلال تقييم ما إذا كان المعدن الأساسي تحته هو نفسه (الفضة) أو معدن أرخص (مثل البرونز). هذه العملة المعدنية تحتها فضية وليست مزورة قديمة.

عنصر نقودي معروف وشائع هو النيكل الذي تم تزويره عام 1944 بواسطة فرانسيس ليروي هينينج. على عكس العينات الرسمية، يفتقد هذا العنصر الزائف علامة كبيرة لسك العملة فيلادلفيا. بسبب التكوين المختلف في زمن الحرب، كان لجميع النيكل في هذه الفترة علامات سك كبيرة. في العادة لم يكن هناك نوع من سك العملة في فيلادلفيا، ولكن في عام 1944، كان لكل من النيكل علامة "P" فوق قبة مونتايسلو. تشير التقديرات إلى أنه تم تداول 100000 من هذه العملات المعدنية. اليوم لا يزالون متاحين بسهولة لهواة الجمع.
تم العثور على الدايمات النادرة 1923-د و 1930-د في التداول، وهي محل اهتمام هواة جمع العملات حيث لم يتم إصدار مثل هذه المجموعات من تاريخ النعناع لهذه الفئة المعينة. لقد قيل أنها ربما كانت جزءًا من محاولة من قبل الاتحاد السوفيتي لبيع الفضة في السوق العالمية عن طريق تزوير عملات أمريكية (بوزن المعدن الثمين الكامل). إذا كان الأمر كذلك، فقد أخطأ النقشون بإنتاج عملات «مستحيلة».
من بين أمثلة العملات المزيفة عالية القيمة القابلة للتحصيل عملات «أوميغا» التي تم إنتاجها في أوائل السبعينيات من قبل مزور غير معروف قام بتوقيع إبداعاته بحرف يوناني مصغر أوميغا. يُعتقد أنه صنع أكثر من 20000 عملات معدنية مزيفة عالية الارتفاع عام 1907 بقيمة 20 دولارًا أمريكيًا من الذهب النسر المزدوج مع توقيع أوميغا في مخلب النسر، بقيمة مئات الملايين من الدولارات بأسعار اليوم. إن منتجاته المزيفة ذات جودة عالية لدرجة أن هواة جمع العملات سيدفعون ما يزيد عن 1000 دولار مقابل واحد؛ على الرغم من أن العملة الأصلية تباع بحوالي 50000 دولار إلى 100000 دولار. قام نفس المزور أيضًا بتزوير عملات ذهبية أمريكية أخرى، بما في ذلك كمية كبيرة من القطع الذهبية 3 دولارات، مؤرخة في 1874 و 1878 و 1882، وكان عام 1882 هو الأكثر انتشارًا. ثلاث من القطع الذهبية المزيفة بقيمة 10 دولارات، 1910-P ، و 1913-P و 1926-P ، وضعت أوميغا رأسًا على عقب داخل الحلقة العلوية لـ "R" من "LIBERTY" في غطاء الرأس للأمريكيين الأصليين. 